# خطب عبدالبهاء

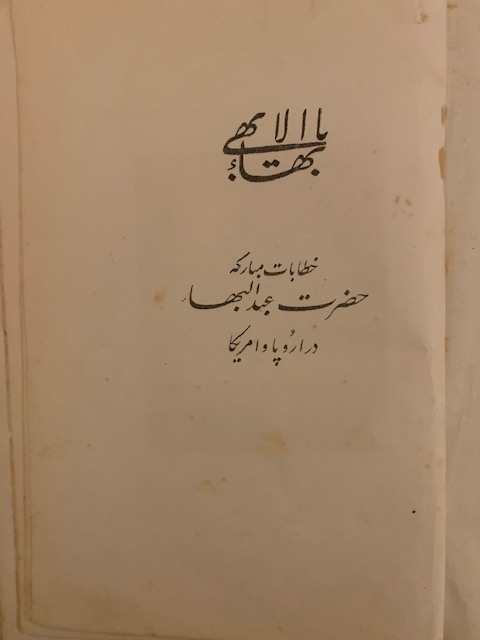
النسخة الأصلية من كتاب "خطب عبدالبهاء في أوروبا وأمريكا" بالفارسية

أمام جماهيرٍ من مختلف الأجناس والأديان والطّبقات، شرح عبد البهاء لأول مرةٍ في عهده ببساطةٍ وقوةٍ المبادئ الأساسية لدين بهاءالله في الكنائس والجامعات والأماكن العامة، تم تدوين تلك المحاضرات والخُطَب في كتابٍ بالفارسية سُمّي بـ "خطابات حضرت عبدالبهاء در أوروبا وأمريكا"، وتم ترجمته فيما بعد للعربية تحت مسمى "خُطب عبدالبهاء في أوروبا وأمريكا".
من أبرز العناصر الجوهريّة التي أعلنها عبدالبهاء للقادة وإلى الجماهير على السواء في خُطَبه: التحري عن الحقيقة تحريًا مستقلاً دون تقيد بالخرافات ولا بالتقاليد، ووحدة الجنس البشري، والوحدة الكامنة وراء جميع الأديان، وضرورة التحرر من كل أنواع التعصّبات الجنسية والدينية والطبقية والقومية، والوئام الذي يجب أن يسود بين الدين والعلم، والمساواة بين الرجل والمرأة، ووجوب التعليم الإجباري، والاتفاق على لغةٍ عالميةٍ يتحدث بها الجميع، والقضاء على الغنى الفاحش والفقر المدقع، وتأسيس محكمةٍ عالمية لفضّ النّزاع بين الأمم، والسمو بالعمل الذي يقوم به صاحبه بروح الخدمة إلى منزلة العبادة، وتمجيد العدل على أنه المبدأ الذي يقود المجتمع الإنساني، والثناء على الدين كحصنٍ لحماية كل الشعوب والأمم، وإقرار السلام الدائم العام كأسمى هدفٍ للبشرية. وعزّز عبدالبهاء عرض هذه الحقائق التي وصفها ب"روح العصر" بتحذيراتٍ جسيمةٍ مكررة باندلاع نارٍ داهمةٍ تلتهم أوروبا إن لم ينجح السياسيون في تلافيها، كما تنبّأ أثناء أسفاره بالتطورات الجوهرية الّتي سوف تحدث في تلك القارة، ونبّه على الانحلال الذي لابدّ أن يسري في القوة السياسية، وأشار إلى القلاقل الّتي سوف تداهم تركيا، وتنبّأ باضطهاد اليهود في أوروبا، وأكّد تأكيدًا قاطعًا بأنّ "عَلَم اتحاد الجنس البشري سوف يخفق وخيمة السلام العالمي سوف ترتفع فيصبح العالم عالمًا آخر".

## أسفار عبدالبهاء إلى مصر والغرب
حرّرت ثورة تركيا الفتاة عام 1908م جميع السجناء السياسيين في الإمبراطورية العثمانية، وتم إطلاق سراح عبدالبهاء من السجن. في عام 1910م، وبعد حصوله على حرية مغادرة البلاد، انطلق عبدالبهاء في رحلةٍ مدتها ثلاث سنواتٍ إلى مصر وأوروبا وأمريكا الشمالية لنشر الرسالة البهائية.
من أغسطس إلى ديسمبر 1911م، زار عبد البهاء مدنًا في أوروبا، بما في ذلك لندن وبريستول وباريس. كان الغرض من هذه الرحلات هو دعم المجتمعات البهائية في الغرب ونشر تعاليم والده.

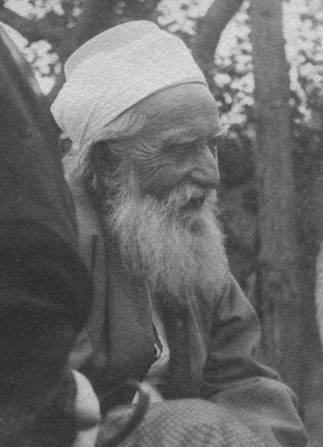
عبدالبهاء خلال رحلته إلى أمريكا

وفي العام التالي، قام برحلةٍ أكثر شمولاً إلى الولايات المتحدة وكندا لنشر تعاليم بهاءالله مرةً أخرى. وصل إلى مدينة نيويورك في 11 أبريل 1912م، بعد رفضه السفر على متن سفينة RMS Titanic، وقال للمؤمنين البهائيين "بدلاً من ذلك أتبرع بهذا المبلغ للأعمال الخيرية". وبدلاً من ذلك سافر على متن سفينةٍ أبطأ، RMS سيدريك. بعد سماعه بغرق تيتانيك في 16 أبريل، نُقل عنه قوله: "لقد طُلب مني الإبحار على متن تيتانيك، لكن قلبي لم يدفعني للقيام بذلك". بينما كان يقضي معظم وقته في نيويورك، زار شيكاغو وكليفلاند وبيتسبرغ وواشنطن العاصمة وبوسطن وفيلادلفيا. في أغسطس من نفس العام، بدأ رحلةً أكثر شمولاً إلى أماكن تشمل نيو هامبشير، ومدرسة جرين أكر في ولاية ماين، ومونتريال في كندا. ثم سافر غربًا إلى مينيابوليس وسان فرانسيسكو وستانفورد ولوس أنجلوس قبل أن يبدأ العودة شرقًا في نهاية أكتوبر. وفي 5 ديسمبر 1912م أبحر عائداً إلى أوروبا.
خلال زيارته لـ أمريكا الشمالية زار العديد من البعثات والكنائس والمجموعات، بالإضافة إلى عقد عشرات الاجتماعات في منازل البهائيين، وقدم عددًا لا يحصى من الاجتماعات الشخصية مع مئات الأشخاص. أعلن خلال محادثاته المبادئ البهائية مثل وحدة الله، ووحدة الأديان، ووحدة الإنسانية، والمساواة بين الرجل والمرأة، والسلام العالمي والعدالة الاقتصادية. كما أصرّ على أن تكون جميع اجتماعاته مفتوحةً لجميع الأعراق.
كانت زيارته ومحادثاته موضوع مئات المقالات الصحفية. وفي بوسطن، سأل صحفيون عبدالبهاء عن سبب مجيئه إلى أمريكا، فقال إنه جاء للمشاركة في مؤتمرات حول السلام وأن مجرد إرسال رسائل لا يُعدّ كافيًا. قدّمت زيارة عبدالبهاء إلى مونتريال تغطيةً صحفيةً بارزةً. في ليلة وصوله، التقى به محرر مونتريال ديلي ستار، وذكرت تلك الصحيفة جنبًا إلى جنب مع مونتريال غازيت ومونتريال ستاندرد ولو ديفوار ولابريس من بين آخرين عن أنشطة عبدالبهاء. وتضمّنت العناوين الرئيسية في تلك الصحف "المعلم الفارسي يدعو إلى السلام"، و"العنصرية خاطئة، كما يقول حكيم الشرق، والفتنة والحرب سببها التحيزات الدينية والقومية"، و"رسول السلام يلتقي الاشتراكيين، خطة عبد البهاء الجديدة لتوزيع فائض الثروة". حظيت مجلة مونتريال ستاندرد، التي تم توزيعها في جميع أنحاء كندا، باهتمامٍ كبيرٍ لدرجة أنها أعادت نشر المقالات بعد أسبوعٍ؛ نشرت الجريدة ستة مقالاتٍ ونشرت أكبر صحيفةٍ باللغة الفرنسية في مونتريال مقالتين عنه. في شيكاغو، تضمّن عنوان إحدى الصحف "قداسته يزورنا، ليس بيوس العاشر بل عبدالبهاء". وتم الإبلاغ عن زيارة عبدالبهاء إلى كاليفورنيا في بالو ألتان.
عند عودته إلى أوروبا، زار لندن وإدنبره وباريس (حيث مكث لمدة شهرين) وشتوتغارت وبودابست وفيينا. وأخيرًا، في 12 يونيو 1913م، عاد إلى مصر، حيث مكث فيها لمدة ستة أشهرٍ قبل أن يعود إلى حيفا.

## محتوى الخُطب
لأول مرةٍ عرض عبدالبهاء تعاليم بهاءالله في محاضراته وخُطبه العلنية في الغرب بشكلٍ مقننٍ ومرتبٍ، بما يدل على تبلور دوره في تفسير وتبيين كتابات بهاءالله بشكلٍ رسميٍ. إن محتوى محاضراته وخُطبه المتنوعة كلها متجذرةٌ في أعمال بهاءالله. يكتب شوقي أفندي في أحد كتاباته الرئيسية بالفارسية أن "خيوط وأنسجة" النظام العالمي الجديد لبهاءالله تتكون من تعاليم الكتاب الأقدس (كتاب التشريع) والمبادئ الروحية والإدارية للعقيدة البهائية التي وردت في ألواح وخُطب عبدالبهاء. وهذا التوضيح في حدّ ذاته يدلّ على المكانة الخاصة لهذه المحاضرات والخطب في شرح مبادئ وتعاليم الديانة البهائية.
من المبادئ التي شرحها عبدالبهاء في خطبه خلال أسفاره ما يلي:
- التحري المستقلّ عن الحقيقة دون تقيّدٍ بالخرافات ولا بالتقاليد،
- وحدة الجنس البشري
- الوحدة الكامنة وراء جميع الأديان
- ضرورة ترك كل أنواع التعصّبات الجنسية والدينية والطبقية والقومية
- ضرورة التوافق بين الدين والعلم
- المساواة بين الرجل والمرأة
- وجوب التعليم الإجباري للجميع
- ضرورة الاتفاق على لغةٍ عالميةٍ يتحدث بها الجميع لتسهيل التفاهم بين الناس
- القضاء على الغنى الفاحش والفقر المدقع
- ضرورة تأسيس محكمةٍ عالمية لفضّ النّزاع بين الأمم
- السمو بالعمل الذي يقوم به صاحبه بروح الخدمة إلى منزلة العبادة
- تمجيد العدل على أنه المبدأ الذي يقود المجتمع الإنساني
- أهمية الدين كحصنٍ لحماية الشعوب والأمم
- إقرار السلام الدائم العام كأسمى هدفٍ للبشرية

## الخطبة الأولى في الغرب
بدأت خُطب عبد البهاء الرسمية في الغرب بدعوته لحضور المؤتمر العالمي الأول للأعراق في يوليو 1911م في جامعة لندن. ولأن هذا المؤتمر انعقد قبل أسبوعين من رحلته إلى الغرب، فقد أرسل نص الخطاب مقدمًا، والذي قرأ ترجمته الإنجليزية ويليسلي ثيودور بول في المؤتمر. نُشرت نسخة قصيرةً من هذه الترجمة في وقائع المؤتمر تحت عنوان "رسالة عبد البهاء إلى مؤتمر السلام العالمي الأول".

## أهمية الخُطب
تحدث عبدالبهاء في المعابد اليهودية والكنائس المسيحية والجامعات وغيرها من الأماكن العامة. حضر محاضراته من قادة الرأي العام إلى جماهير الشعب. وأثبت في المجامع حقيقة المسيح ودين الإسلام، وأثنى على محمد في الكنائس. تحدّث في المحافل الاشتراكية موضحًا قواعد إرساء النظام والسلام في العالم، وأثبت قوته الخارقة في مجتمع الماديين. ألقى عبدالبهاء خطبه دون ملاحظاتٍ مسبقةٍ، وبحسب قوله، بعد لقائه بالمستمعين و"وفقًا لقدرة استيعاب الناس ومقتضيات العصر".

## الأسلوب
من أجل إيصال رسالة سلام ووحدة بهاءالله في الغرب، كان عبدالبهاء يزوّد الحضور بقائمةٍ وملخصٍ لأبرز تعاليم ومبادئ الدين البهائي. مع الأخذ في الاعتبار خلفية المستمعين وتكوينهم، فقد شرح عددًا من التعاليم البهائية بطريقةٍ سلسةٍ في محاضراته، وفي جميع الحالات، وصفها بأنها جزءٌ من تعاليم بهاءالله، مؤكدًا بذلك على عمق واتساع الدين الذي أسسه والده. شرح في إحدى خطاباته واحدًا وعشرين من تعاليم بهاءالله. ومن هذه التعاليم والمبادئ، كان بعضها تعبيرًا عن الحقيقة، والبعض الآخر كان مُثُلًا لإدراك وتحقيق تلك الحقائق. ويعدّد شوقي أفندي التعاليم الرئيسية لبهاءالله، والتي تم الإعلان عنها في هذه الأسفار، ويعتبرها "عناصر أساسية للنظم الإلهي".

## إحصائيات الخُطب
يُقدر عدد الخُطب التي ألقاها عبدالبهاء في أسفاره إلى الغرب بأكثر من ستمائة خطبةٍ. كان يلقي خطابًا واحدًا وأحيانًا خطابين أو حتى ثلاثة خطابات كل يومٍ. في واشنطن العاصمة، شرح عبد البهاء تعاليم بهاءالله لتجمعاتٍ كبيرةٍ ضمّت ألفًا أو ألفي شخصٍ. وذكر في برقيةٍ للشرق أنه التقى بثلاثة آلاف شخصٍ في يومٍ واحدٍ. كانت هذه الخطب في معظمها باللغة الفارسية وبعضها باللغة العربية، وتم تسجيلها بالتزامن مع ترجمتها إلى الإنجليزية. تم إعداد بعض المجموعات المطبوعة فقط من ترجمتها الإنجليزية ولا يتوفر نص اللغة الأصلية، أي الفارسية أو العربية. في العقيدة البهائية، يعتبر النص المكتوب فقط صالحًا. قبل طباعة بعض الخطب، قام عبدالبهاء بتوثيق نسخها ومن ثم أعطاها نفسه مكانة ألواحه. في عام 1912م، تمكّن محمود الزرقاني من جمع نص تصريحات عبدالبهاء من رحلته الأولى إلى أوروبا (من 10 أغسطس إلى 15 ديسمبر 1911م). قام عبدالبهاء بمراجعة النصوص ووافق على نشرها. نُشرت هذه المجموعة في مصر عام 1921م باعتبارها المجلد الأول من خُطب عبدالبهاء. نُشرت مجموعاتٍ أخرى من خطابات عبدالبهاء في العقود التالية باللغات الأصلية. إن التحقق من خُطب عبدالبهاء وترجمتها هي عمليةٌ مستمرةٌ. وفي السنوات الأخيرة، نُشرت ترجماتٌ لاثنتي عشرة من محاضراته على الموقع الإلكتروني للمكتبة المرجعية البهائية. كما أدرج محمود الزرقاني، في وصفه لأحداث أسفار عبدالبهاء، بالإضافة إلى خطاباته الرسمية، تصريحاته الأخرى خلال أسفاره في 1912م-1913م.

## أنظر أيضًا
- أسفار عبدالبهاء إلى الغرب
- عبدالبهاء
- كتابات عبدالبهاء

## روابط خارجية
- خطب عبدالبهاء في أوروبا وأمريكا